# Municipios de Bosnia y Herzegovina
En Bosnia y Herzegovina la unidad territorial más pequeña es el municipio (opština/општина o općina/опћина en el idioma oficial del país). Anteriormente a la guerra de los Balcanes había 109 municipios en Bosnia. Diez de ellos formaban la zona de Sarajevo. Después de la guerra el número de municipios aumentó a 143: 79 en la Federación de Bosnia y Herzegovina y 64 en la República Srpska; el Distrito de Brčko no pertenece a ninguna entidad. En la Federación los municipios son una parte de los cantones, mientras que en la República son una parte de las regiones.

## Municipios de la Federación de Bosnia y Herzegovina
Banovići • Bihać • Bosanska Krupa • Bosanski Petrovac • Bosansko Grahovo • Breza • Bugojno • Busovača • Bužim • Čapljina • Cazin • Čelić • Centar • Čitluk • Drvar • Doboj Istok • Doboj Jug • Dobretići • Domaljevac-Šamac • Donji Vakuf • Foča-Ustikolina • Fojnica • Glamoč • Goražde • Gornji Vakuf-Uskoplje • Gračanica • Gradačac • Grude • Hadžići • Ilidža • Ilijaš • Jablanica • Jajce • Kakanj • Kalesija • Kiseljak • Kladanj • Ključ • Konjic • Kreševo • Kupres • Livno • Ljubuški • Lukavac • Maglaj • Mostar • Neum • Novi Grad • Novo Sarajevo • Novi Travnik • Odžak • Olovo • Orašje • Pale-Prača • Posušje • Prozor-Rama • Ravno • Sanski Most • Sapna • Široki Brijeg • Srebrenik • Stari Grad • Stolac • Teočak • Tešanj • Tomislavgrad • Travnik • Trnovo • Tuzla • Usora • Vareš • Velika Kladuša • Visoko • Vitez • Vogošća • Zavidovići • Žepče • Zenica • Živinice

## Municipios de la República Srpska
Berkovići • Bijeljina • Bileća • Kostajnica • Brod • Bratunac • Čajniče • Čelinac • Derventa • Doboj • Donji Žabar • Foča • Gacko • Grad Banja Luka • Gradiška • Han Pijesak • Istočni Drvar • Istočna Ilidža • Istočni Mostar • Istočni Stari Grad • Istočno Novo Sarajevo • Jezero • Kalinovik • Kneževo • Kozarska Dubica • Kotor Varoš • Krupa na Uni • Kupres • Laktaši • Ljubinje • Lopare • Milići • Modriča • Mrkonjić Grad • Nevesinje • Novi Grad • Novo Goražde • Osmaci • Oštra Luka • Pale • Pelagićevo • Petrovac • Petrovo • Prijedor  • Prnjavor • Ribnik • Rogatica • Rudo • Šamac • Šekovići • Šipovo • Sokolac • Srbac • Srebrenica • Stanari • Teslić • Trebinje • Trnovo • Ugljevik • Višegrad • Vlasenica • Vukosavlje • Zvornik